# Andrea Bozzolan
Andrea Bozzolan, né le 23 février 2004 à Desio, est un footballeur italien qui joue au poste d'arrière gauche au Milan Futuro.

## Biographie

### Carrière en club
Né à Desio en Italie, Andrea Bozzolan est formé par le AC Milan, où il s'illustre d'abord en équipes de jeunes, notamment en UEFA Youth League 2022-2023,,.
Intégré à l'équipe première de Stefano Pioli lors de la trêve hivernale de la saison 2022-2023, il apparait une première fois sur la feuille de match en Serie A le 4 janvier 2023.

### Carrière en sélection
En juin 2023, Bozzolan est convoqué avec l'équipe d'Italie des moins de 19 ans pour participer au Championnat d'Europe des moins de 19 ans qui a lieu en juillet. 
Après sa victoire face à l'Espagne (3-2), l'Italie atteint la finale de la compétition,, où elle s'impose 1-0 face au Portugal, son premier titre dans la catégorie en 20 ans,,,.

## Palmarès
Italie -19 ans
- Championnat d'Europe
  - Vainqueur en 2023